# درفش شهداد

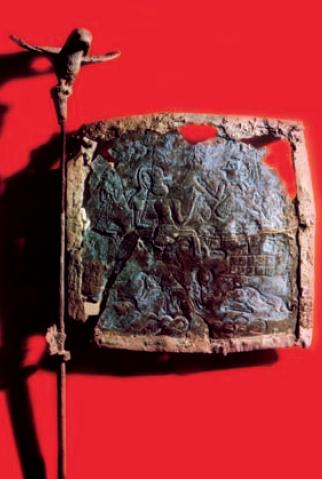
پرچم برنزی کشف شده در منطقه شهداد نزدیک کرمان، ایران

درفش شهداد، درفشی است تاریخی که در شهر شهداد در استان کرمان کشف شده‌است. فلزی مربع شکل و ۲۳ در ۲۳ سانتیمتر است و بر فراز خود عقابی دارد و بر میله ای نصب شده‌است. این درفش قدیمی‌ترین پرچم جهان است که از یک صفحه با میله و لولا و دسته برنزی ساخته شده‌است و البته چون در این چند هزار سال زنگ زده شده به رنگ سبز مبدل شده‌است ولی در اصل نوعی درخشش فلزی داشته که آفتاب را باز می‌تابانده‌است. روی آن، نقشی از یک نخل دیده می‌شود و دو درخت دیگر و پنج آدم کوچک و بزرگ که همه از بزرگان هستند و دو شیر و یک گاو کوهان‌دار و چند مار شبیه مارهای تمدن جیرفت هم به چشم می‌خورند. شخصیت اصلی مردی است که روی چارپایه‌ای با تزیینات مارپیچی نشسته و به زنی نشسته و زانوزده در مقابل خود اشاره می‌کند.دورتادور این صحنه، که در باغی با درختان نخل و درختان پهن برگ واقع است، افرادی نشسته و زانو‌زده‌اند. نوار بافته در بالا و پایین نشانه جریان آب است. در زیر تصویر افراد، حمله گربه‌سانان وحشی به گاوی کوهان دار نشان داده شده‌است. موزه ملی ایراناین درفش پس از کشف به تهران منتقل شد و در موزه ملی ایران نگهداری می‌شود.
موضوع دیگر عقاب روی میلهٔ درفش است در اساطیر کهن ایرانی به نام سیمرغ علاوه بر این که سمبل ایزد خورشید بوده‌است، تحت نام‌های سومری و هوریانی آنزو و زروان خدای خرد و باد اساطیری بزرگ بومیان دیرین فلات ایران به‌شمار می‌آمده‌است و بدین جهات نیز بوده که تمثالش در بالای درفش کاویانی پارسیان دوره هخامنش نیز نصب بوده‌است.